# HD 157060
HD 157060，又名CD-3511505，SAO 208741、HR 6454，是一颗恒星，视星等为6.47，位于銀經351.51，銀緯0.28，其B1900.0坐标为赤經17h 15m 54.9s，赤緯-35° 0.28′ 53″。